# 于尔舍奈姆
于尔舍奈姆（法語：Urschenheim，法語發音：[yʁʃənaim] ⓘ）是法国上莱茵省的一个市镇，位于该省北部偏东，属于科尔马-里博维莱区。 

## 地理
于尔舍奈姆（48°5'10"N, 7°29'10"E）面积6.42 平方千米，位于法国大東部大區上莱茵省，该省份为法国东部内陆省份，是阿尔萨斯的一部分，今与下莱茵省组成了阿尔萨斯欧洲集体，其北临下莱茵省，西接孚日省，西南接贝尔福地区省，东侧沿莱茵河与德国相望，南与瑞士接壤。
与于尔舍奈姆接壤的市镇（或旧市镇、城区）包括：蒙策奈姆、迪勒嫩岑、屈奈姆、比赛姆、维登索伦、福奇维尔。
于尔舍奈姆的时区为UTC+01:00、UTC+02:00（夏令时）。

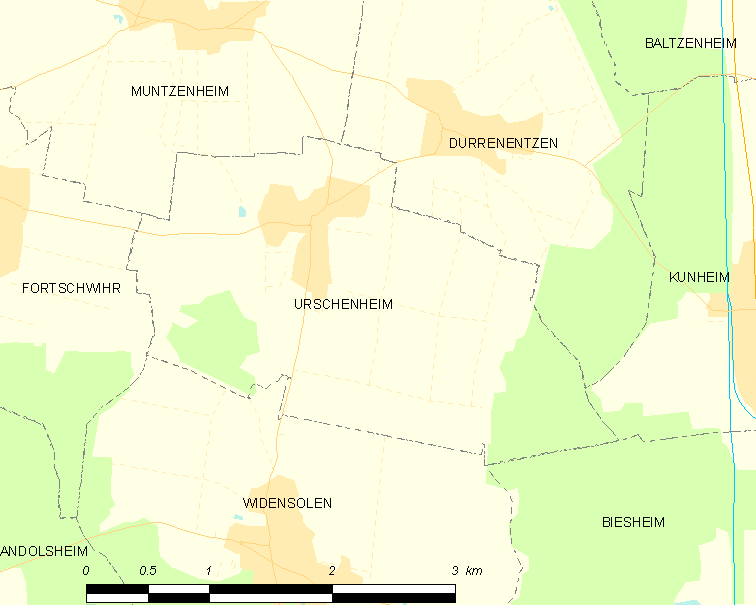
于尔舍奈姆的OSM定位图

## 行政
于尔舍奈姆的邮政编码为68320，INSEE市镇编码为68345。

## 政治
于尔舍奈姆所属的省级选区为恩西赛姆县。

## 人口

1962-2008年间于尔舍奈姆人口变化图示

于尔舍奈姆于2022年1月1日时的人口数量为796人。